# Region Delty Mekongu
Region Delty Mekongu (wiet.: Đồng Bằng Sông Cửu Long) – region Wietnamu, w południowo-zachodniej części kraju.
Region położony jest nad ujściem rzeki Mekong do Morza Południowochińskiego, która wraz ze swoimi odnogami tworzy rozległą deltę. Powierzchnia regionu wynosi około 39 000 km². Znaczna część obszaru wykorzystywana jest pod uprawę ryżu. Ważną gałęzią gospodarki w regionie jest rybołówstwo.
W skład regionu wchodzi dwanaście prowincji i jedno miasto wydzielone - Cần Thơ.

## Prowincje
- An Giang
- Bạc Liêu
- Bến Tre
- Cà Mau
- Đồng Tháp
- Hậu Giang
- Kiên Giang
- Long An
- Sóc Trăng
- Tiền Giang
- Trà Vinh
- Vĩnh Long

## Miasta wydzielone
- Cần Thơ